# Normbach
Koordinaten: 62° 11′ 0″ S, 58° 55′ 0″ W
Der Normbach ist ein Bach auf der Fildes-Halbinsel von King George Island, der größten der Südlichen Shetlandinseln. 
Er entwässert den Normsee in östliche Richtung zur Norma Cove (auf der deutschen Karte von 1984 als „Normbucht“ beschriftet), einer nördlichen Nebenbucht der Maxwell Bay.
Im Rahmen zweier deutscher Expeditionen zur Fildes-Halbinsel in den Jahren 1981/82 und 1983/84 unter der Leitung von Dietrich Barsch (Geographisches Institut der Universität Heidelberg) und Gerhard Stäblein (Geomorphologisches Laboratorium der Freien Universität Berlin) wurden Bach und See zusammen mit zahlreichen weiteren bis dahin unbenannten geographischen Objekten der Fildes-Halbinsel neu benannt – in Anlehnung an den russischen Namen der Bucht, бухта Норма (buchta Norma), der sich als „Normbucht“ ins Deutsche übersetzen lässt – und dem Wissenschaftlichen Ausschuss für Antarktisforschung (Scientific Committee on Antarctic Research, SCAR) gemeldet.